# Copelatus descarpentriesi
Copelatus descarpentriesi är en skalbaggsart som beskrevs av Henri Bertrand och Legros 1975. Copelatus descarpentriesi ingår i släktet Copelatus och familjen dykare. Inga underarter finns listade i Catalogue of Life.